# 普萊森特希爾 (內布拉斯加州)
普萊森特希爾（英語：Pleasant Hill）是位於美國內布拉斯加州薩林縣的非建制地區。

## 歷史
普萊森特希爾的郵局於1869年設立，其後於1912年停運。

## 地理
普萊森特希爾所處的海拔為高於海平面428米（即1404英呎），而該地所採用的時區為UTC-6，即北美中部时区（CST）。同時該地設有夏令時間，為UTC-6調快一小時，即UTC-5（CDT）。